# John McKinlay (aviron)
John McKinlay, né le 20 janvier 1932 à Détroit et mort le 14 janvier 2013, est un rameur d'aviron américain. 

## Carrière
John McKinlay participe aux Jeux olympiques de 1956 à Melbourne et remporte la médaille d'argent avec le quatre sans barreur américain composé de James McIntosh, Arthur McKinlay et John Welchli.